# 星奈愛
星奈愛（日语：星奈あい，1995年10月29日—），日本のAV女優。所屬事務所是バンビプロモーション。

## 簡歷
出身於東京都。2017年9月成為AV女優。由於從女子高中生到人妻都可以扮演，因此也被稱為「變色龍女優」。
2019年3月1日，入圍FANZA成人獎中的2019最優秀女優賞。同年9月宣布將暫時休息。在休息前單月曾最多拍攝15隻影片。。
2020年11月作為Premium的專屬女優並重新回歸。

## 人物
擅長彈鋼琴，興趣是看電影。

## 外部連結
- 星奈愛的X（前Twitter）（2017年6月9日 - ）